# Wardha (distrikt)

Distriktets läge i Maharashtra.

Wardha är ett distrikt i delstaten Maharashtra i västra Indien. Befolkningen uppgick till 1 236 736 invånare vid folkräkningen 2001, på en yta av 6 309 kvadratkilometer. Den administrativa huvudorten är Wardha. 

## Administrativ indelning
Distriktet är indelat i åtta tehsil (en kommunliknande enhet):
- Arvi
- Ashti
- Deoli
- Hinganghat
- Karanja
- Samudrapur
- Seloo
- Wardha

## Städer
Distriktets städer är:
- Arvi, Deoli, Hinganghat, Pulgaon, Sindi, Sindi Turf Hindnagar och Wardha